# Francisco Rodríguez Fernández
Francisco Rodríguez Fernández (Madrid, 1945) és un director i guionista de cinema espanyol, autor de pel·lícules que han participat en festivals internacionals de cinema, com els de Berlín i Sant Sebastià. La crítica ha destacat el caràcter experimental i innovador de la seva filmografia. Francisco Rodríguez també ha realitzat nombrosos documentals per a la televisió.

## Començaments
Va estudiar Belles arts en la Reial Acadèmia de Sant Ferran. Va col·laborar en labors de producció i com a ajudant de direcció en les superproduccions que Samuel Bronston va rodar a Espanya (55 dies a Pequín, La caiguda de l'Imperi Romà, El fabulós món del circ, Doctor Zhivago) i va treballar com a ajudant de direcció amb diferents directors internacionals com Joshua Logan, Ken Annakin, Samuel Fuller, Richard Lester, Michael Apted o Burt Kennedy.

## La casa grande(1975)

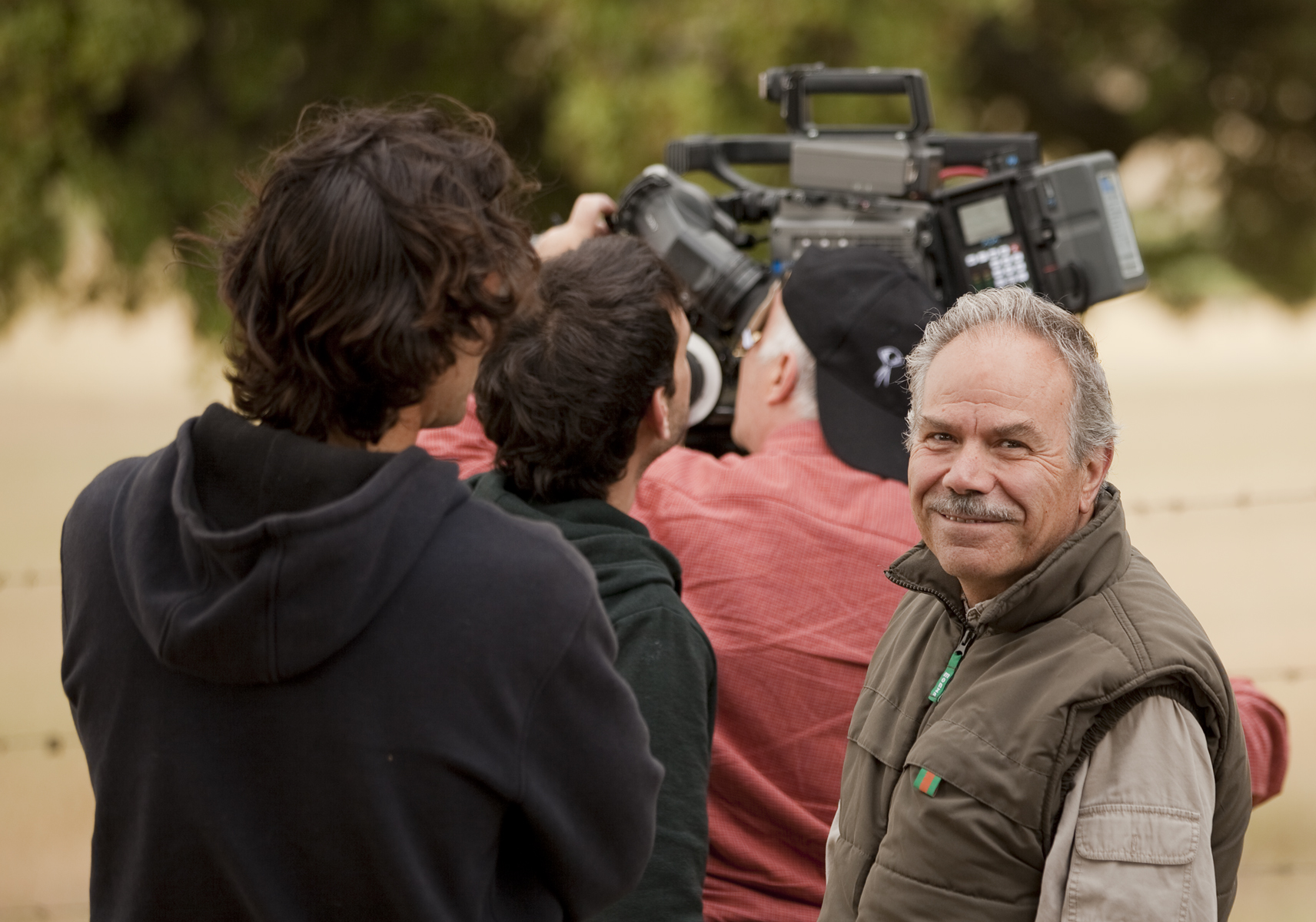
Rodríguez durant l'enregistrament d'un documental sobre santa Teresa de Jesús (2014). Foto d'Asís G. Ayerbe.

Va dirigir la seva primera pel·lícula amb trenta anys, La casa grande (1975), un drama rural coescrit amb José Miguel Hernán i protagonitzat per Maribel Martín, Antonio Ferrandis i Juan Diego. Es va rodar amb un pressupost molt baix, de quatre milions de pessetes, gràcies a que els actors i l'equip artístic i tècnic van rebaixar els seus salaris i van acceptar cobrar a terminis (entre els participants es trobava el decorador Gil Parrondo, qui tenia ja llavors una important carrera en produccions estatunidenques). També van estar molt condicionats per les restriccions a la llibertat d'expressió de la dictadura franquista. La casa grande va representar va participar en el 25è Festival Internacional de Cinema de Berlín i va ser candidata a l'ós d'or. Ferrandis va guanyar el premi d'interpretació masculina del Cercle d'escriptors cinematogràfics (CEC) en 1976 gràcies al seu paper en aquesta pel·lícula. Malgrat aquest reconeixement crític, La casa grande no es va estrenar comercialment a Espanya fins a 1977, dos anys després del seu rodatge, per problemes amb les empreses distribuïdores i exhibidores, que consideraven poc comercial el film.

## Gusanos de seda(1976)

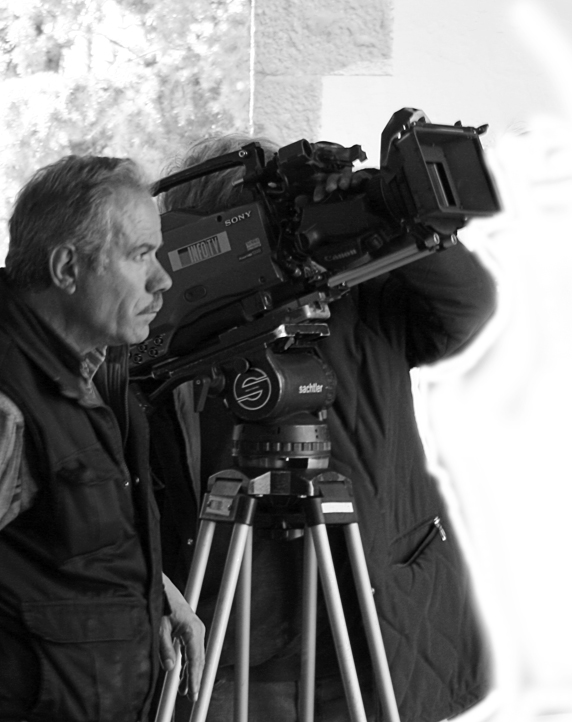
Francisco Rodríguez a Albarrassí, en la gravació del documental El camino del Cid (2007). Foto d'Asís G. Ayerbe.

En 1976 va dirigir Gusanos de seda, sobre un guió de Ramón de Diego. Es tracta d'un melodrama ambientat durant la Guerra Civil Espanyola. El repartiment estava integrat per grans actors com Esperanza Roy, Antonio Ferrandis, Rafaela Aparicio, Florinda Chico, Agustín González, Alfredo Mayo i Luis Ciges. La seva protagonista femenina, Esperanza Roy, va obtenir el premi d'interpretació del CEC. La pel·lícula es va exhibir en el XXIV Festival Internacional de Cinema de Sant Sebastià de 1976, en substitució d' El desencanto de Jaime Chávarri, retirada a última hora de la competició pel seu productor Elías Querejeta, qui considerava que l'organització del Festival censurava la seva obra i participava de la repressió política del Govern sobre el poble basc. La projecció de Gusanos de seda a Sant Sebastià es va fer per voluntat del productor José Antonio Cascales i en contra de l'opinió de Francisco Rodríguez, qui va enviar un telegrama de protesta escrit conjuntament amb altres cineastes que se solidaritzaven amb Querejeta i Chávarri.
| « | Condemnem públicament la projecció de les nostres pel·lícules en el Festival de Sant Sebastià per considerar que la seva celebració en les circumstàncies actuals és un insult al poble basc. Amb caràcter general ens considerem solidaris amb l'actitud de l'equip de la pel·lícula El desencanto lamentant no poder retirar físicament les nostres pel·lícules Gusanos de seda, Colorín, colorado i Libertad provisional. | » |
| — Francisco Rodríguez y Ramón de Diego, director y guionista de Gusanos de seda; Luis Megino, Enrique Gutiérrez y José Luis García Sánchez, productor, coproductor y director de Colorín colorado; Roberto Bodegas, director de Libertad provisional. | |   |

## Jaque a la dama(1978)

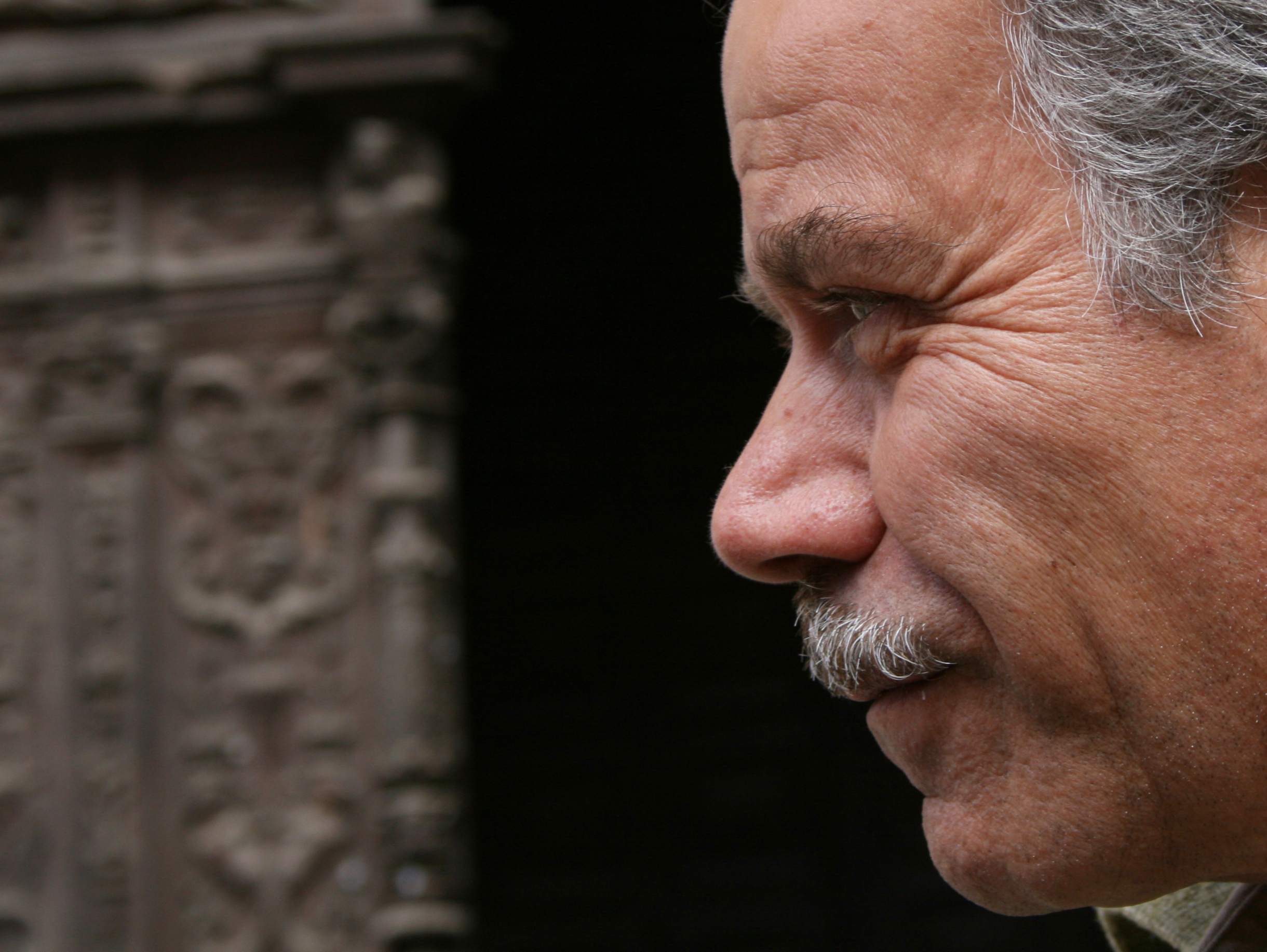
Francisco Rodríguez (2007). Foto de Asís G. Ayerbe.

En 1978 s'estrenà Jaque a la dama, amb guió de Francisco Rodríguez i un repartiment encapçalat per Ana Belén, Concha Velasco i Pedro Díez del Corral. Va participar en el Festival de Sant Sebastià al setembre de 1978, on no va ser ben rebuda per la crítica, encara que autors posteriors han reivindicat el caràcter icònic que va arribar a tenir per a la pel·lícula per al camp nacional (gràcies al carisma de les dues actrius protagonistes, Ana Belén i Concha Velasco) i han subratllat que es tracta d'un «Film intimista i psicològic mal entès per la crítica i el públic» (IPN cine, n.º 29, 1980).

## Hierro dulce(1985)
Es tracta d'una comèdia d'enredo produïda pel mateix Francisco Rodríguez i Gonzalo Cores; i coescrita per Rodríguez i Ramón de Diego. El repartiment estava format per Emilio Gutiérrez Caba, Emma Suárez, Eduardo Calvo, Lola Gaos, Luis Ciges, David Zarzo i Margarita Calahorra. Pel seu caràcter experimental, va tenir dificultats per a estrenar-se a les sales comercials. Va ser l'única pel·lícula espanyola que va participar en el Festival de Cinema de Gijón i va obtenir allí bones crítiques per l'originalitat de la història i la interpretació de Gutiérrez Caba.

## Testigo azul (Alucinema), 1988

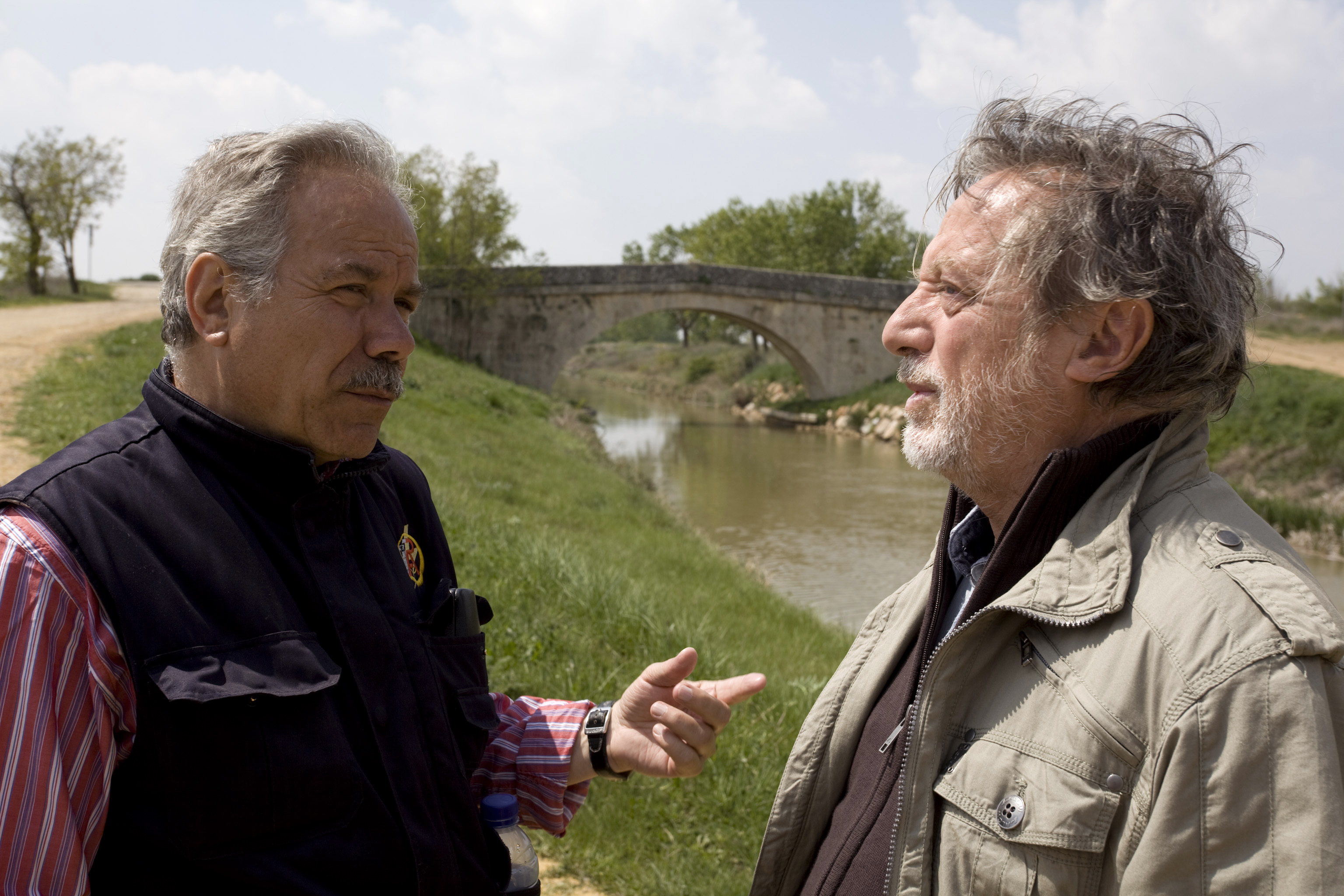
El director Francisco Rodríguez i Manuel Galiana durant la gravació del documental El Canal de Castilla (2011), fotografiats per Asís G. Ayerbe.

En 1988, Rodríguez va rodar Testigo azul (Alucinema), una pel·lícula de gènere inclassificable, amb elements presos del cinema d'acció i fantàstic (el neologisme alucinema està inspirat en la terminologia del psiquiatre Carlos Castilla del Pino, en referència a la percepció psicològica alterada en la qual es confon la fantasia i la realitat). El color blau té una gran importància simbòlica en una història en la qual, segons la crítica, el director va tractar de conciliar el seu afany experimentador amb el gust del gran públic (la seva pel·lícula anterior, Hierro dulce, encara no s'havia estrenat comercialment precisament per les reticències de les sales a exhibir-la). El guió era signat per José Miguel Hernán i Francisco Rodríguez y contaba amb Agustín González, Victoria Vera, Concha Montes i Julio Gavilanes a la cap del repartiment.
Testigo azul (Alucinema) va participar en el Festival Internacional de Cinema de Berlín, dins de la secció Panorama. Fou rebuda pel públic i crítica amb divisió d'opinions.

En el Festival Imagfic l'actor Agustín González va guanyar el premi al millor actor, ex aequo amb el nord-americà David Jacobson (pel seu treball en la pel·lícula The beat de Paul Mones).
Després del seu pas pels festivals, es va estrenar comercialment el gener de 1989.

## Quince(1998)
En 1998 va estrenar Quince, amb guió de Helios Manzaneda i Francisco Rodríguez, amb la col·laboració de José Miguel Hernán.Va ser, segons el crític Augusto M. Torres, la més estranya de les pel·lícules rodades fins llavors per un director ja per si mateix, segons les seves paraules, «desconcertant». Tracta sobre un motorista missatger (al qual els seus companys coneixen com Quince, interpretat per Javier Albalá) que entaula amistat amb un jove (Tito, interpretat per Zoe Berriatúa) que té una malformació congènita. La crítica va destacar l'extens repartiment (amb Irene Bau, Beatriz Rico, Armando del Río, Saturnino García, Claudia Gravi, Mabel Karr, Alicia Sánchez, Christopher de Andrés…) i el retrat naturalista i sense concessions de cert submon madrileny.

## 90 millas(2005)

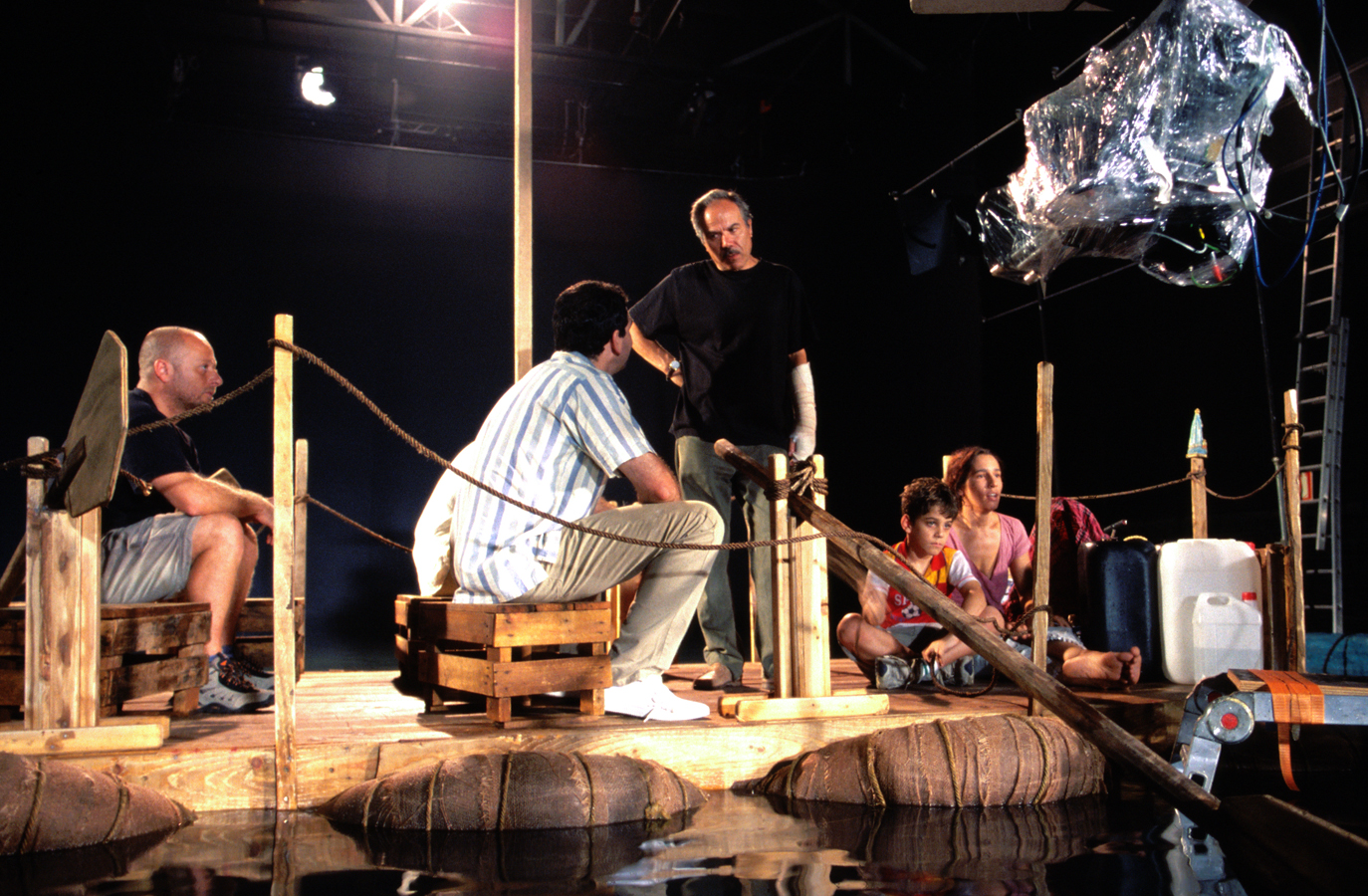
Imatge del rodatge de 90 millas (2003).

Amb guió de Jorge Herrera i protagonitzada per Enrique Molina, Daisy Granados, Claudia Rojas, Alexis Valdés, Jorge Herrera i Emilio Aragón, la pel·lícula abordava el delicat assumpte dels balseros cubans que intenten creuar el estret de la Florida per a arribar als Estats Units (el títol fa al·lusió a les 90 milles que separen les costes de Cuba de les dels EUA). La crítica va destacar la dificultat tècnica de rodar en, pràcticament, un únic escenari: una pastera en l'aigua.
L'actriu Claudia Rojas va guanyar el premi a la millor interpretació femenina en el Festival de Cinema d'Islantilla (2005) pel seu paper en aquesta pel·lícula.

## Documentals per la televisió
Francisco Rodríguez ha dirigit els documentals El camino del Cid (sobre la ruta turística homònima que va seguir el guerrer castellà quan va ser bandejat), Miguel Hernández (codirigit per David Lara, que tracta sobre el poeta valencià), El canal de Castilla (sobre l'obra d'enginyeria del segle XVIII) o Teresa de Jesús. Una vida de experiencia mística, tota ells emesos per Televisión Española.